# واردوو
واردوو (به آلمانی: Wardow) یک شهر در آلمان است که در روشتوک واقع شده‌است. واردوو  ۱٬۴۵۸ نفر جمعیت دارد.